# هرابووا روزتوکا

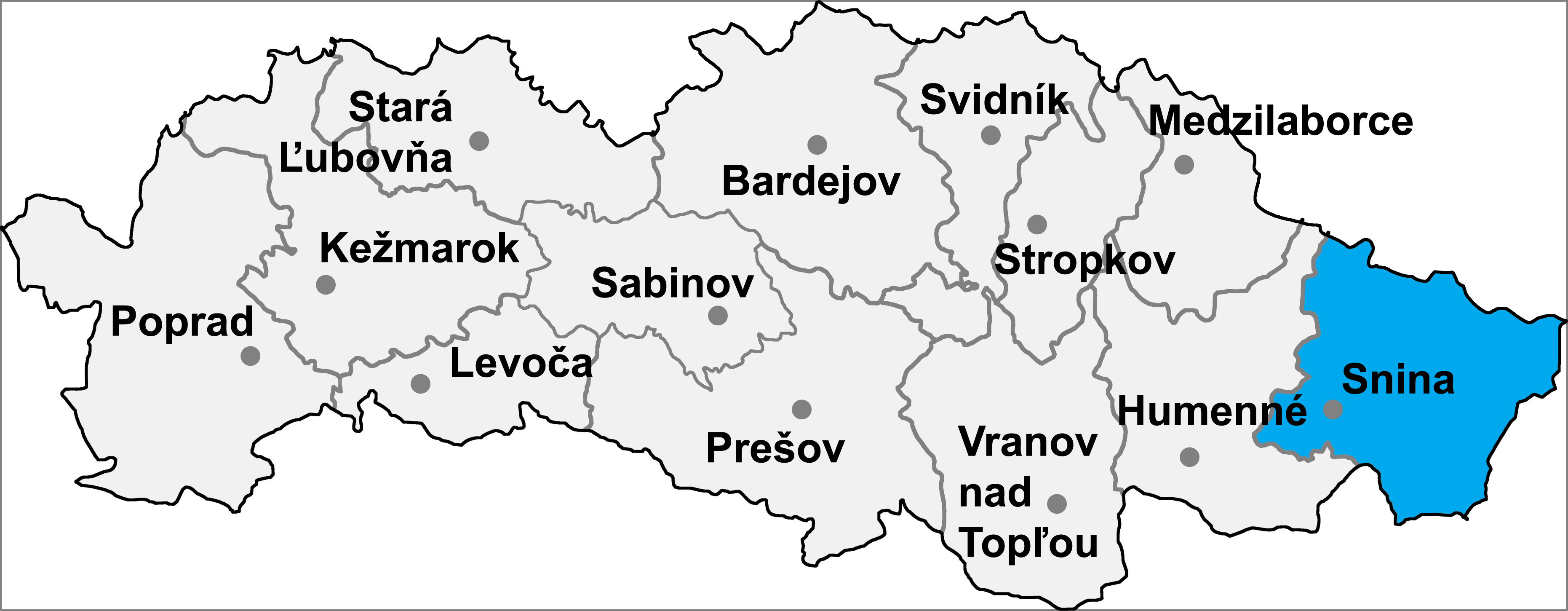
موقعیت اسنینا در منطقهٔ پرشوو.

هرابووا روزتوکا (روستای هرابووا) یکی از ناحیه‌های شهرداری اسنینا در منطقهٔ پرشوو در شمال شرق اسلواکی است. نخستین بار در سال ۱۵۶۸ از آن نام برده شده‌است. حدود ۶۷ نفر در این روستا در منطقه‌ای به وسعت ۷۴۵۲ کیلومتر مربع سکونت دارند.